# Ogrodzonka (potok)
Ogrodzonka – potok, lewy dopływ Obrocznej. 
Cieki źródłowe potoku znajdują się na południowych krańcach Beskidu Orawsko-Podhalańskiego, na wysokości około 700–760 m. W miejscowości Pyzówka na wysokości około 650 m uchodzi do Obrocznej.
Niemal cała zlewnia Ogrodzonki obejmuje lasy i tereny pól uprawnych.